# Rosa Kato
Rosa Kato (加藤 ローサ, Katō Rōsa) née le 22 juin 1985 à Naples en Italie est une actrice japonaise.

## Biographie
Née en Italie d'un père italien et d'une mère japonaise, elle y vit jusqu'à l'âge de cinq ans puis part habiter au Japon, à Kagoshima.
Alors enceinte de 4 mois, elle se marie le 22 juin 2011 avec le footballeur japonais Daisuke Matsui. et donne naissance à un garçon le 14 décembre 2011 en France.

## Filmographie
Drama
- Fuyu no Sakura (TBS, 2011)
- Pro Golfer Hana (NTV, 2010)
- Koishite Akuma (Fuji TV, 2009)
- Samayoi Zakura (Fuji TV, 2009)
- DOOR TO DOOR (TBS, 2009)
- Ketsuekigatabetsu Onna ga Kekkon Suru Hoho (Fuji TV, 2009)
- Oh ! My Girl !! (NTV, 2008)
- Lotto 6 de San-oku Ni-senman En Ateta Otoko (TV Asahi, 2008)
- Hontou ni Atta Kowai Hanashi (Fuji TV, 2008)
- CHANGE (Fuji TV, 2008)
- Jotei (TV Asahi, 2007)
- Tokkyu Tanaka San Go (TBS, 2007)
- Onna no Ichidaiki SP (Fuji TV, 2007)
- Tsubasa No Oreta Tenshitachi 2 (Fuji TV, 2007)
- Yakusha Damashii (Fuji TV, 2006)
- Dance Drill (Fuji TV, 2006)
- Kindaichi_Shonen_no_Jikenbo 2005 (NTV, 2005)
- Division 1 Yuku na ! Ryoma (Fuji TV, 2005)

Films
- Pokémon : L'Ascension de Darkrai (2008)
- Tengoku wa Mada Tooku (2008)
- Detroit Metal City (2008)
- Smile Seiya no Kiseki (2007)
- Unfair : The Movie (2007)
- Yoru no Picnic (2006)
- Ichiban Kirei na Mizu (2006)
- Youki na Gang ga Chikyuu wo Mawasu (2006)
- Catch A Wave (2006)
- A Day Beyond The Horizon~Itsuka Nami no Kanata ni (2005)
- Simsons (2005)
- Tokyo Tower (2005)